# Giáo dục đa phương tiện
Là phương pháp ứng dụng những tiến bộ và của công nghệ truyền thông đa phương tiện vào việc giáo dục và đào tạo.
Cùng với sự phát triển mãnh liệt của công nghệ thông tin, internet và đặc biệt là công nghệ điện toán đám mây. Kho tàng kiến thức khổng lồ của nhân loại được lưu trữ và không ngừng thay đổi trên môi trường internet.
Như một xu hướng phát triển của xã hội, phương pháp giáo dục đa phương tiện được hình thành và phát triển mãnh liệt.
Một trong những ứng dụng rộng rãi và phổ biến nhất của phương pháp giáo dục đa phương tiện chính là hệ thống E-Learning (học trực tuyến).
Lưu ý: Giáo dục đa phương tiện không phải chỉ là hoạt động online (trên internet) mà còn là offline (phần mềm, video)
Những phát triển mạnh nhất và tiềm năng nhất vẫn là hệ thống giáo dục trực tuyến do hình thức này tập hợp được những ưu điểm mạnh nhất của công nghệ thông tin và media.

## Ưu điểm
1. Chi phí rẻ: Chỉ đầu tư 1 lần và có thể sử dụng số lần
2. Linh hoạt: có thể học, tham khảo ở mọi lúc, mọi nơi bằng thiết bị hỗ trợ.
3. Mô phỏng thực tế: Bằng cách áp dụng những công cụ media mạnh mẽ, nhà sản xuất dễ dàng mô phỏng, giả lập bài học, phần trình bày để người học có cái nhìn trực quan nhất, thực tế nhất mà không cần tốn nhiều chi phí.

Việc này đặc biệt hữu dụng cho những môn học thực nghiệm tốn nhiều chi phí, khó hình dung hoặc quá nguy hiểm (phản ứng hóa học, nguyên tử...)
1. Tính cộng đồng: Vượt qua khỏi giới hạn địa lý, người học ở khắp nơi trên thế giới đều có thể giao tiếp với nhau, điều này đem lại sự mạnh dạn và tinh thần chia sẻ của người học.
2. Sự phong phú và mở rộng: trong kho tàng kiến thức khổng lồ, người học dễ dàng tra cứu những thông tin, mở rộng tìm hiểu và nghiên cứu để bổ sung kiến thức còn thiếu.

## Khuyết điểm
1. Tính chính thống: đi cùng với sự phong phú, không thể tránh được những thông tin sai lệch,

tiêu cực trên môi trường internet.
1. Nguy cơ bị tấn công: trên môi trường internet, với việc download mà không có sự bảo vệ hợp

lý, người dùng dễ dàng bị tấn công bởi tin tặc và những nguy cơ tiềm ẩn khác.
1. Hệ thống: Người học nếu không biết hệ thống dễ dàng bị lạc trong mê cung kiến thức, mặc

dù có rất nhiều những công cụ tìm kiếm mạnh mẽ, nhưng vẫn không tránh khỏi những thông tin kém chính xác làm mất thời gian của người học.